# Dolichurus corniculus
Dolichurus corniculus ist ein Hautflügler aus der Familie der Ampulicidae. Die Art wurde von dem italienischen Entomologen Massimiliano Spinola im Jahr 1808 als Pompilus corniculus erstbeschrieben. Das lateinische Art-Epitheton corniculus bedeutet „gehört“.

## Merkmale
Die Wespe erreicht eine Körperlänge von 5,5 bis 7 Millimetern (Weibchen) beziehungsweise 6 bis 8 Millimetern (Männchen). Die Hautflügler haben einen schwarz gefärbten Körper, mit ebensolchem Hinterleib. Die ähnliche Art Dolichurus bicolor besitzt ein rot gefärbtes erstes und zweites Tergit. Das vierte bis siebte Tergit ist bei den Männchen größtenteils unter dem dritten verborgen. Oberhalb der Einlenkung der Fühler befindet sich eine nach vorne stehende Platte.

## Vorkommen
Die Art ist in Nordafrika sowie in Europa bis knapp zum Polarkreises sowie in der Türkei verbreitet. Sie besiedelt temperaturbegünstigte, trockene, sandige Waldränder und ähnliche sandige Lebensräume. Sie kommt bis in Höhen von etwa 1750 Meter Seehöhe vor. Die Tiere fliegen von Mai bis September, vermutlich in einer Generation. Die Art tritt selten bis verbreitet auf.

## Lebensweise
Die Imagines ernähren sich von Honigtau, den sie an auf Eichen lebenden Blattläusen auflecken. Die Weibchen legen ihre Nester in Hohlräumen im Boden an, die nicht selbst gegraben werden. Pro Hohlraum wird vermutlich nur eine Zelle angelegt. Die Brut wird mit Waldschaben aus den Gattungen Ectobius und Phyllodromica versorgt. Die Beute wird nur leicht betäubt. Bevor sie ins Nest transportiert werden, werden knapp zwei Drittel ihrer Fühler abgebissen. Die Larvalentwicklung ist nach knapp 14 Tagen abgeschlossen und es findet sodann die Verpuppung statt.

## Bilder

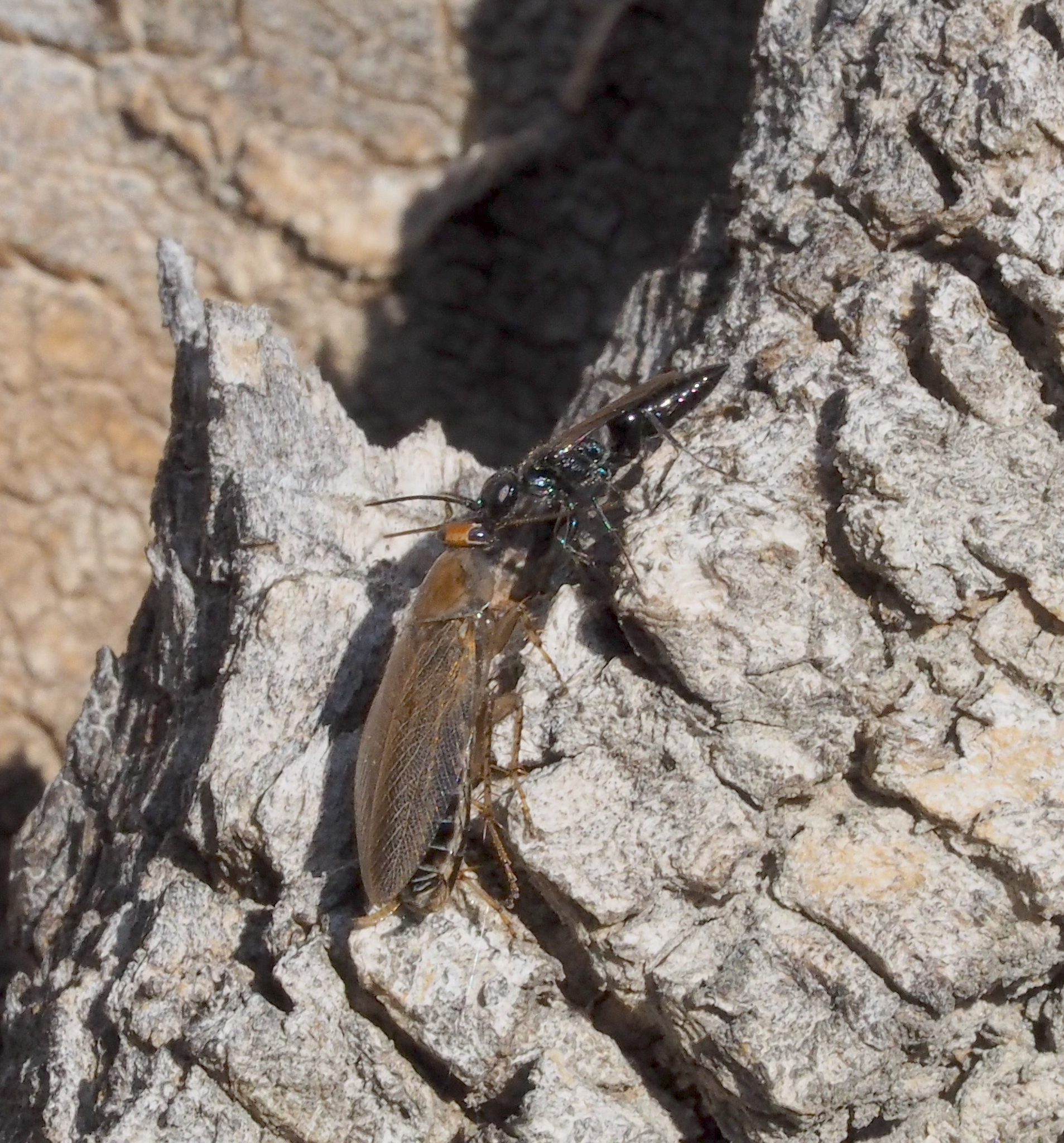
Dolichurus corniculus (oberes Tier) mit Beute
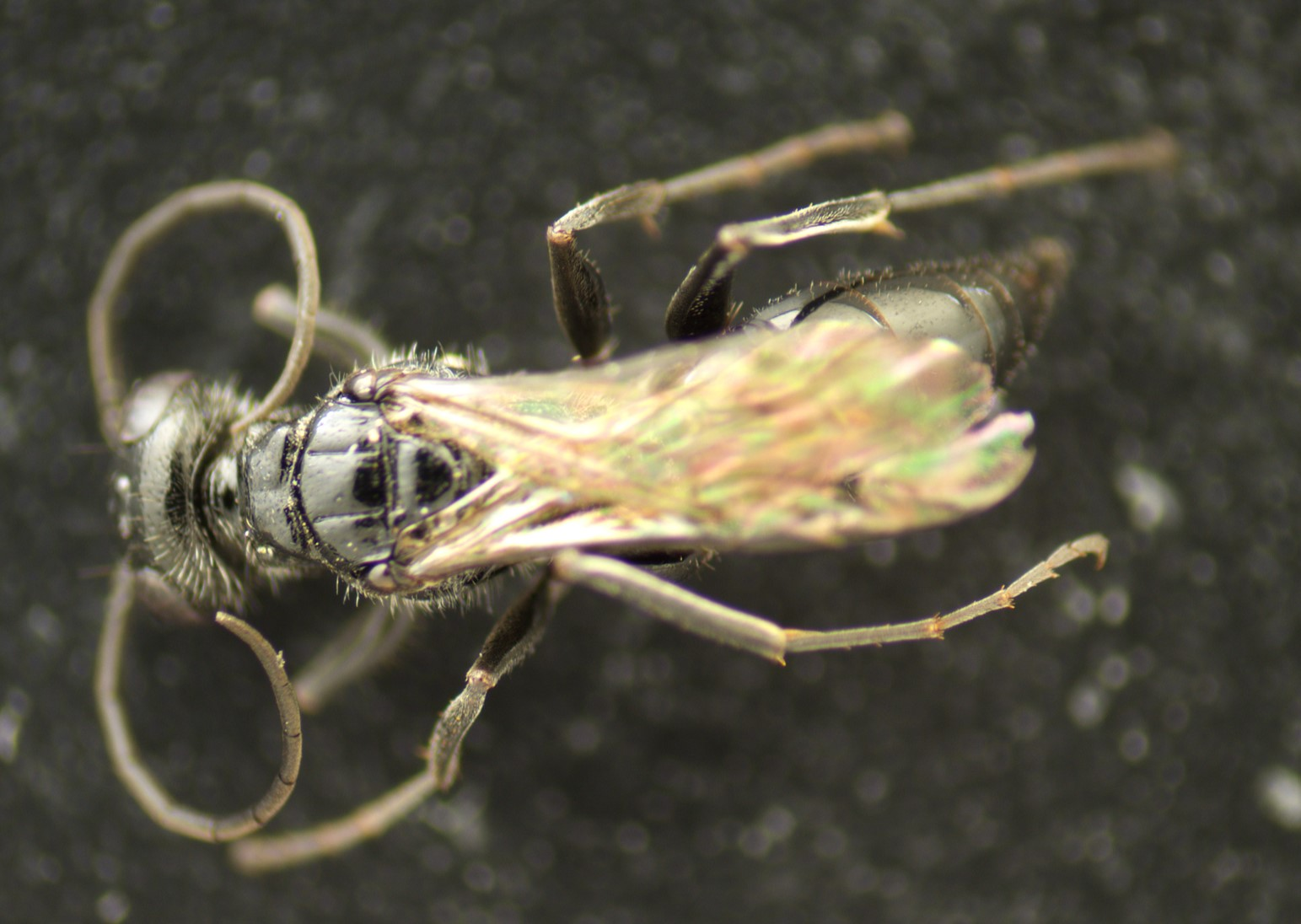
Dorsalansicht, Mesoscutum
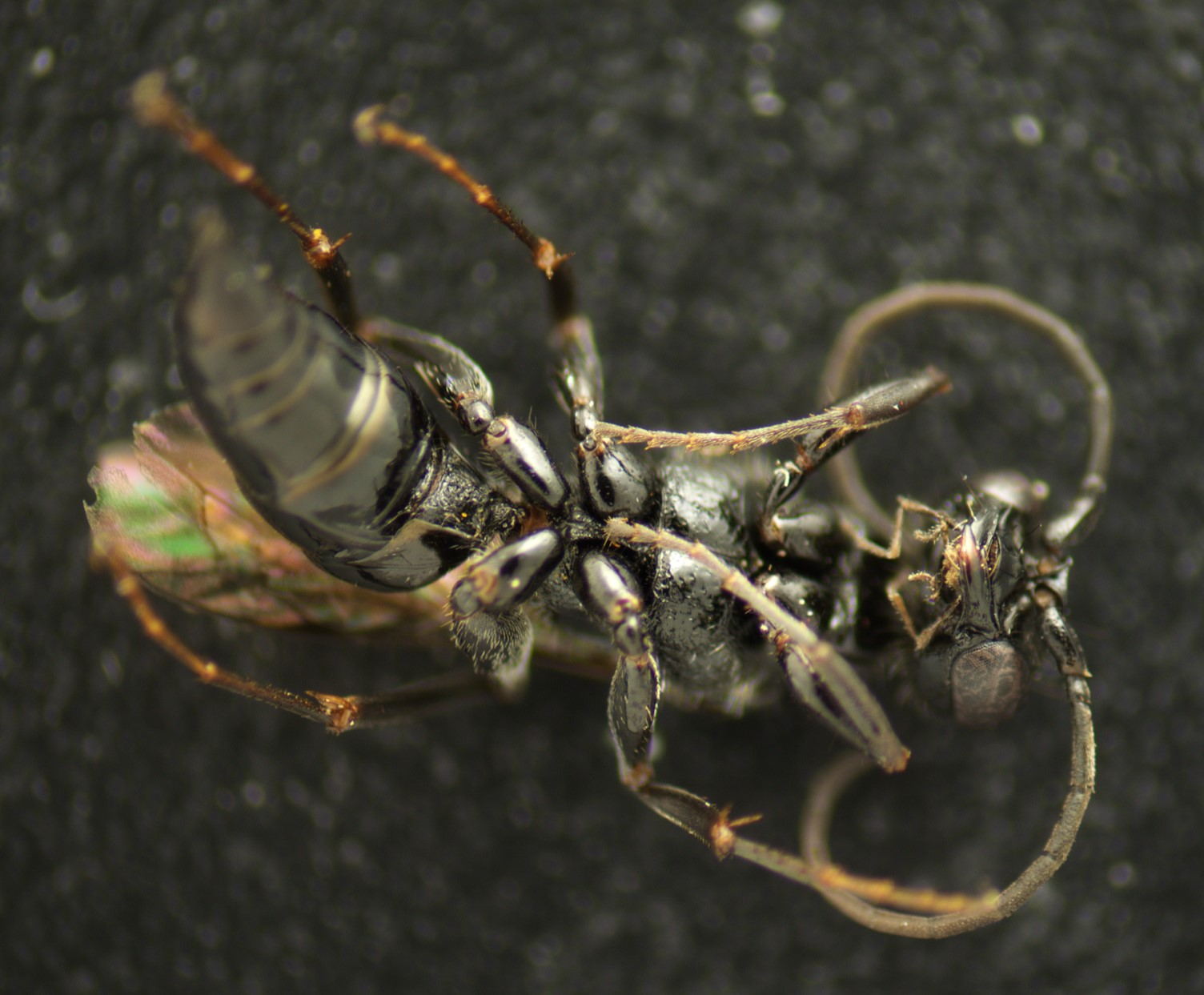
Ventralansicht, Mandibeln
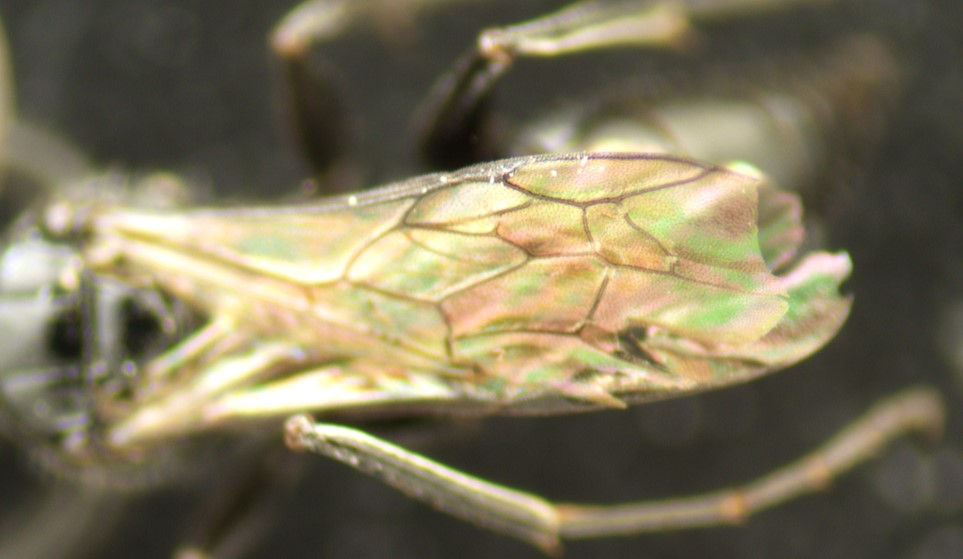
Flügeladerung